# Fabiana Gugli
Fabiana Guglielmetti ou apenas Fabiana Gugli (filhos Beatriz Oliveira) (São Paulo, 21 de julho de 1974) é uma atriz brasileira.

## Biografia
Fabiana é formada pela Escola de Arte Dramática de São Paulo, desde 1997. No início de sua carreira como atriz, Fabiana entrou para a Cia. de Ópera Seca, de Gerald Thomas, onde atuou em diversos trabalhos sob a direção do encenador. Além da formação de atriz, também é formada em jornalismo pela ECA/USP e tem formação em dança clássica, passou longas temporadas estudando no Merce Cunningham Studio, em Nova York.
A atriz teve um espetáculo solo escrito especial para ela, Terra em Trânsito, que ficou em cartaz em 2006. Sua atuação nesse espetáculo lhe rendeu uma indicação ao prêmio de melhor atriz no Prêmio Shell. Com essa peça, fez apresentação no La MaMa Teather, em Nova York. Em 2007 a atriz foi convidada para representar o Brasil no Festival de Teatro de Córdoba, na Argentina.
Em 2011, fez parte do elenco do espetáculo Os 39 Degraus, uma remontagem da peça original da Broadway, ao lado do ator Dan Stulbach. A temporada foi um grande sucesso de publico e crítica, tanto em São Paulo como no Rio de Janeiro, e Fabiana foi indicada a melhor atriz coadjuvante pela APTR em 2011.
Em 2014, integrou o elenco de Huis Clos – Entre 4 Paredes, uma montagem do clássico texto de Jean-Paul Sartre, no papel de Estela, com direção de Sérgio Salvia Coelho.
Na televisão, participou do elenco fixo da temporada do programa Dicas de um Sedutor , na Rede Globo, como a  personagem Arlete, assistente de Santiago (Luiz Fernando Guimarães), com direção de José Lavigne. Recentemente, fez parte do elenco da minissérie Família Imperial, voltada ao publico infanto-juvenil, com direção geral de Cao Hamburger, no papel da mãe de Lucrécia Imperial.
A atriz também fez participações especiais em vários seriados na Rede Globo, entre eles: Minha Nada Mole Vida, A Grande Família, a minissérie Som e Fúria, Tapas e Beijos e Louco por Elas . No GNT, participou da série Surtadas na Yoga. Recentemente, fez parte de duas minisséries para o canal HBO, a prostituta Zoraide em Motelcom direção de Fabrizia Pinto, e a deficiente Janice na série O Homem da Sua Vida, com direção geral de Daniel Rezende (lançamento em 2016). 
Ela atuou na minisserie Supermax, na Rede Globo, fazendo a personagem Diana.

## Filmografia

### Televisão
| Ano  | Título                    | Papel                                | Notas                                      |
| ---- | ------------------------- | ------------------------------------ | ------------------------------------------ |
| 2006 | Minha Nada Mole Vida      | Mônica Trolheiras/ Marina Trolheiras |                                            |
| 2008 | Dicas de um Sedutor       | Arlete                               |                                            |
| 2009 | Som & Fúria               | Nadine Pérola                        | Episódio: Monstros Raros                   |
| 2009 | A Grande Família          | Milena                               | Episódio: Só Uma Injustiça Não Dói         |
| 2010 | A Grande Família          | Leila                                | Episódio: Olhando Ninguém Diz              |
| 2012 | A Grande Família          | Lorena                               | Episódio: Tem Que Malhar!                  |
| 2012 | Tapas & Beijos            | Márcia                               | Episódio: Sua Mãe Mora Lá em Deus Me Livre |
| 2012 | Família Imperial          | Paula Paiva/Heleonor Imperial        | 2012-13                                    |
| 2014 | Motel                     | Zoraide                              | Episódio: Zoraide                          |
| 2014 | Surtadas na Yoga          | Lúcia                                | Episódio: Trés é Demais                    |
| 2015 | Amorteamo                 | Esmeralda                            |                                            |
| 2015 | Acredita na Peruca        | Natasha Romanova                     | Episódio: Eu Amo a Vida à Noite            |
| 2016 | Supermax                  | Diana                                |                                            |
| 2017 | O Homem da sua Vida       | Janice                               | Episódio: Existe Pessoa Normal?            |
| 2019 | Psi                       | Cláudia                              | 2 episódios                                |
| 2019 | Toda Forma de Amor        | Marina                               |                                            |
| 2019 | Hebe                      | Marília Gabriela                     | 3 episódios                                |
| 2021 | Passaporte para Liberdade | Mina Schwartz                        |                                            |

### Cinema
| Ano  | Título                  | Papel               |
| ---- | ----------------------- | ------------------- |
| 2003 | Os Normais: O Filme     | Magricela           |
| 2006 | O Cheiro do Ralo        | Noiva               |
| 2008 | Ensaio Sobre a Cegueira | Mãe                 |
| 2009 | Não Pare na Pista       | Christina Oiticicca |
| 2015 | Meu Amigo Hindu         | Eugênia             |
| 2015 | Amor em Sampa           | Alberta             |
| 2018 | O Banquete              | Maria               |

## Teatro

### Principais Peças
| Ano        | Título                           | Notas                                    |
| ---------- | -------------------------------- | ---------------------------------------- |
| 1997       | Tartufo                          | Direção de José Rubens Siqueira          |
| 1998       | Paixão de Cachorra               | Direção de Marcos Azevedo                |
| 1998       | Antes do Café                    | Direção de Celso Frateschi               |
| 1999       | Ventriloquist                    | Direção Gerald Thomas                    |
| 2006       | Terra em Transito                | Indicada ao Premio Shell de Melhor Atriz |
| 2007       | Rainha Mentira                   | Direção de Gerald Thomas                 |
| 2007       | Luar Trovado                     | Direção de Gerald Thomas                 |
| 2010       | Travesties                       | Direção de Caetano Vilela                |
| 2010/ 2011 | Os 39 Degraus                    | Direção de Alexandre Reinecke            |
| 2012       | Pessoas Absurdas                 | Direção de Otávio Martins                |
| 2014       | Huis Clos - Entre quatro paredes | Direção de Sérgio Salvia Coelho          |

## Prêmios e Indicações
| Ano  | Premiação                 | Categoria    | Indicação         | Resultado |
| ---- | ------------------------- | ------------ | ----------------- | --------- |
| 2006 | Prêmio Shell              | Melhor Atriz | Terra em Trânsito | Indicada  |
| 2011 | Prêmio Questão de Crítica | Melhor Atriz | Os 39 Degraus     | Indicada  |
| 2018 | Prêmio Shell              | Melhor Atriz | Refúgio           | Pendente  |
| 2023 | Prêmio APCA de Teatro     | Melhor Atriz | G.A.L.A.          | Pendente  |

## Ligações Externas
- Fabiana Gugli. no IMDb.